# Dietenhausen (Dietramszell)

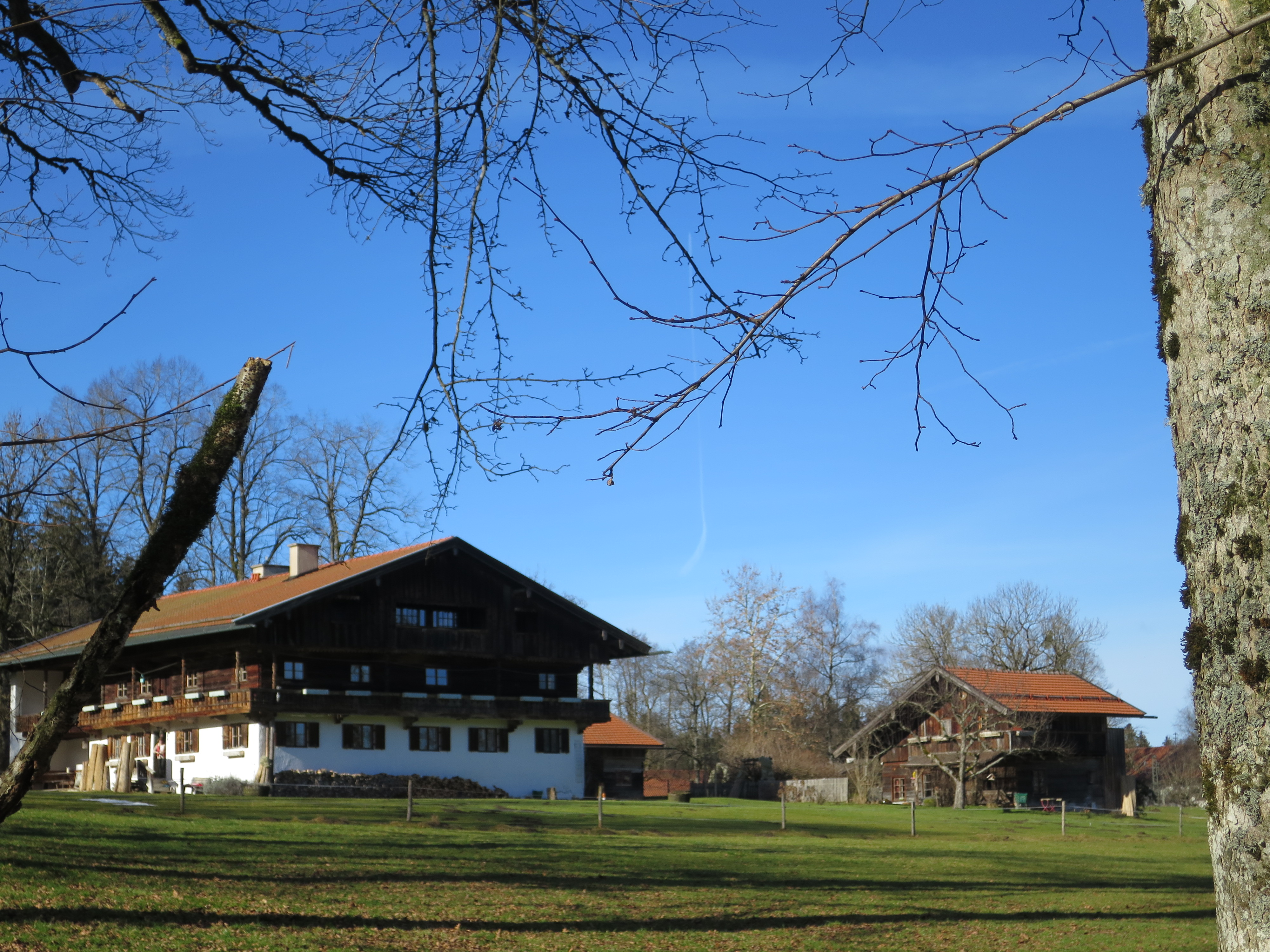
Dietenhausen 1: Bauernhaus und Getreidekasten

Dietenhausen ist ein Gemeindeteil von Dietramszell im oberbayerischen Landkreis Bad Tölz-Wolfratshausen. Der  Weiler liegt circa drei Kilometer nordöstlich von Dietramszell.

## Einwohner
Der Weiler hatte 1871 noch 23 Einwohner; bei der Volkszählung 1987 waren 18 Personen wohnhaft.

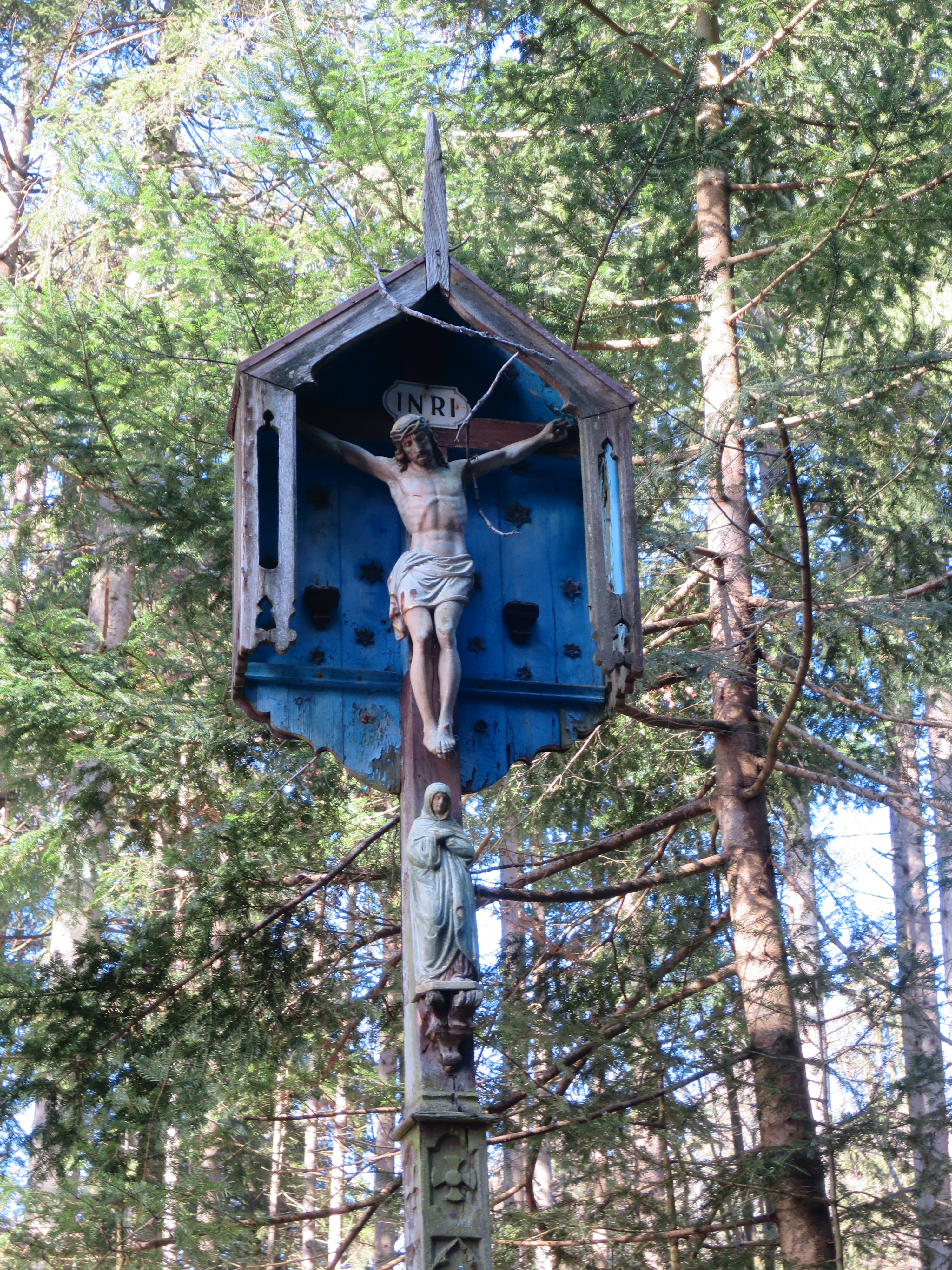
Wegkreuz von 1877

## Baudenkmäler
Von den Gebäuden des Weilers sind sechs Objekte in die Denkmalliste eingetragen:
- Weilerkapelle, erbaut im 18. Jahrhundert, modern bezeichnet mit 1687
- Hofkapelle, bezeichnet mit 1847
- Wohnteil des ehemaligen Bauernhauses Nummer 1, 2. Hälfte 18. Jahrhundert
- Getreidekasten bei Hausnummer 1, 17./18. Jahrhundert
- Ehemaliges Kleinbauernhaus Nummer 4
- Wegkreuz, neugotisch gefasstem Holzkruzifix mit Wettermantel und Mater Dolorosa, bezeichnet 1877

Siehe: Liste der Baudenkmäler in Dietenhausen